# Districtul Regensburg
Districtul Regensburg este un district rural (în germană Landkreis) din regiunea administrativă Regierungsbezirk Oberpfalz, landul Bavaria, Germania. Are capitala în orașul Regensburg (un oraș-district cu statut de district urban, care nu ține de  districtul rural Regensburg).

## Orașe și comune
| orașe 1. Hemau (8.601) 2. Neutraubling (12.557) 3. Wörth a.d.Donau (4.484) comune (târg) 1. Beratzhausen (5.666) 2. Donaustauf (3.781) 3. Kallmünz (2.891) 4. Laaber (5.221) 5. Lappersdorf (12.812) 6. Nittendorf (9.124) 7. Regenstauf (14.945) 8. Schierling (7.248) | comune 1. Alteglofsheim (3.222) 2. Altenthann (1.580) 3. Aufhausen (1.738) 4. Bach an der Donau (1.770) 5. Barbing (4.716) 6. Bernhardswald (5.622) 7. Brennberg (1.854) 8. Brunn (1.337) 9. Deuerling (2.081) 10. Duggendorf (1.646) 11. Hagelstadt (1.911) 12. Holzheim a.Forst (1.016) 13. Köfering (2.273) 14. Mintraching (4.720) 15. Mötzing (1.448) 16. Obertraubling (7.163) 17. Pentling (5.583) 18. Pettendorf (3.246) 19. Pfakofen (1.534) 20. Pfatter (3.073) 21. Pielenhofen (1.349) 22. Riekofen (800) 23. Sinzing (6.750) 24. Sünching (1.967) 25. Tegernheim (4.498) 26. Thalmassing (3.256) 27. Wenzenbach (8.116) 28. Wiesent (2.568) 29. Wolfsegg (1.484) 30. Zeitlarn (5.872) |